# Spodnje Mestinje
Spodnje Mestinje este o localitate din comuna Šmarje pri Jelšah, Slovenia, cu o populație de 51 de locuitori.